# Старуня (пам'ятка природи)

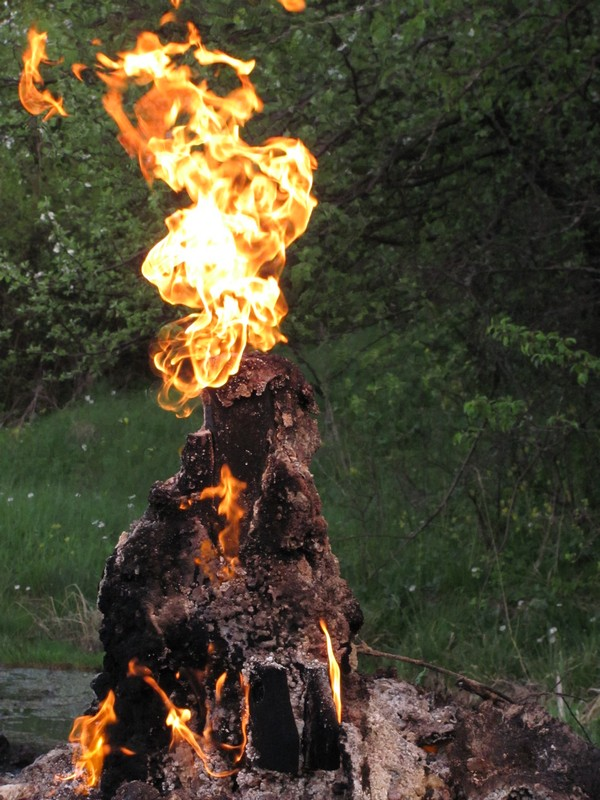
Біля озокеритних копалень

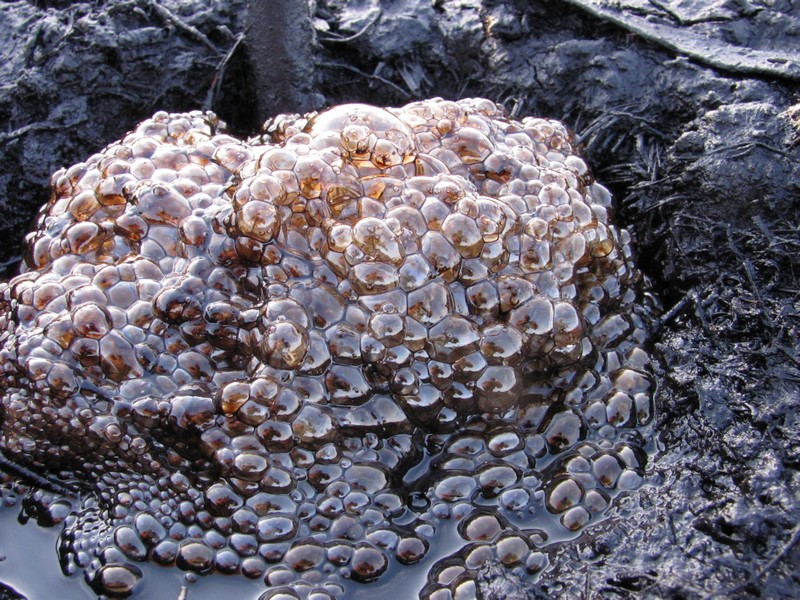
Нафтові бульбашки

Стару́ня — геологічна пам'ятка природи загальнодержавного значення в Україні. Розташована в Богородчанському районі Івано-Франківської області, біля південної околиці села Старуні.
Площа природоохоронної території 60 га. Статус з 1984 року. Перебуває у віданні Старунської сільської ради. 
Охоронна територія, в межах якої активно відбуваються процеси, пов'язані з нафтогазоносністю (виходи природних газів, грязьові вулкани, тектонічні зсуви тощо). Грязьовий вулкан «Старуня» являє собою дуже пологий глинистий конус діаметром 20 м і заввишки до 1,5 м з невеликим жерлом діаметром 0,3 м, через яке час від часу виділяються глина, розсіл і бульбашки газу. 
На початку XX ст. на території Старуні, в районі вироблених копалень озокериту, виявлено рештки викопних рослин і тварин, а також 4 стоянки людини середньокам'яної доби. В 1907 році тут цілком випадково були знайдені рештки тварин кінця льодовикової доби. Біля потоку Лукавець Великий в озокеритній шахті на глибині 12,5 м було знайдено мамонта, а трохи глибше — волохатого носорога, гігантського оленя, різних викопних птахів та земноводних. Очевидно, сіль, озокерит, розчин нафти та безкисневі умови багна сприяли консервації старунських тварин. Радіобіологічним способом було встановлено, що носоріг пролежав тут 23 255 (± 775) років. Щодо того, як тварини тут опинилися, то цілком імовірно, що пізньопалеотична людина в околицях Старуні полювала на них, заганяла в болото і там вони гинули.